# Listă de filme de groază din anii 1890
Aceasta este o listă de filme de groază din anii 1890.
| 1896                            |                     |                |                                                       |       |
| Le Manoir du diable             | Georges Méliès      | Georges Méliès | Franța                                                | [ 1 ] |
| Une nuit terrible               | Georges Méliès      |                | Franța                                                |       |
| 1897                            |                     |                |                                                       |       |
| L'Auberge ensorcelée            | Georges Méliès      |                | Franța                                                |       |
| Le Cabinet de Méphistophélès    | Georges Méliès      |                | Franța                                                |       |
| L'Hallucination de l'alchimiste | Georges Méliès      |                | Franța                                                |       |
| The Haunted Castle              | George Albert Smith |                | Regatul Unit al Marii Britanii și al Irlandei de Nord |       |
| The X-Rays                      | George Albert Smith |                | Regatul Unit al Marii Britanii și al Irlandei de Nord |       |
| 1898                            |                     |                |                                                       |       |
| The Cavalier's Dream            | Edwin S. Porter     |                | Statele Unite ale Americii                            |       |
| La Caverne maudite              | Georges Méliès      |                | Franța                                                |       |
| Photographing a Ghost           | George Albert Smith |                | Regatul Unit al Marii Britanii și al Irlandei de Nord |       |
| 1899                            |                     |                |                                                       |       |
| Cléopâtre                       | Georges Méliès      |                | Franța                                                |       |
| Le Diable au convent            | Georges Méliès      |                | Franța                                                |       |
| The Haunted House               |                     |                | Statele Unite ale Americii                            |       |
| The Miser's Doom                | Walter R. Booth     |                | Regatul Unit al Marii Britanii și al Irlandei de Nord |       |
| Un bon lit                      | Georges Méliès      |                | Franța                                                |       |
| Évocation spirite               | Georges Méliès      |                | Franța                                                |       |